# چارلی دیویس (بازیکن فوتبال)
چارلی دیویس (انگلیسی: Charlie Davis؛ 1904 – q1 1967 (aged 63)) بازیکن فوتبال اهل بریتانیا بود.
از باشگاه‌هایی که در آن بازی کرده‌است می‌توان به باشگاه فوتبال منزفیلد تاون، باشگاه فوتبال یورک سیتی، باشگاه فوتبال تورکی یونایتد، و باشگاه فوتبال بث سیتی اشاره کرد.